# Крупченко, Иван Ефимович
Иван Ефимович Крупченко 23 апреля 1920 г., деревне Ново-Варваровка, Андреевского района Донецкой области УССР — 4 февраля 2001 г. Советский военный историк, заслуженный деятель науки и техники РСФСР, доктор исторических наук, генерал-майор танковых войск (22 февраля 1963 г.).

## Биография

### Ранние годы
Родился в 1920 году в украинской крестьянской семье в деревне Варваровка Андреевского района Донецкой области.

### В годы Великой Отечественной войны
На воинской службе с 14 сентября 1938 г. по 30 апреля 1952 г. Во время Великой отечественной войны в звании капитана на должности помощника начальника оперативного отдела штаба 7-го механизированного корпуса. Принимал участие в освобождении Правобережной Украины, Ясско-Кишинёвской стратегической наступательной операции, Брновской и Пражской операциях.
Закончил участие во Великой отечественной Войне в боях протиив Японии (Хингано-Мукденская фронтовая наступательная операция).

### Послевоенные годы
В послевоенное время возглавлял кафедру Истории военного искусства в академии Бронетанковых войск. 
В 1959—1987 годах член редакционной коллегии Военно-исторического журнала.

## Основные работы
Книги
- История военного искусства / под ред. П. А. Ротмистрова. — М.,: Воениздат, 1963. — Т. 2. — 721 с. (И. Е. Крупченко — руководитель авторского коллектива)
- Крупченко И.Е  и др. Военная история. Учебник для военных училищ. — М.,: Воениздат, 1971. — 352 с. (в соавторстве)
- Крупченко И.Е, Андроников Н. Г.,. Советские танковые войска. 1941-1945. — М.,: Воениздат, 1973. — 334 с. (в соавторстве)
- Лосик О.А., Бегишев А.С., Крупченко И.Е., Сергеев Л.В. История танковых войск Советской Армии.Зарождение и развитие танковых войск Советской Армии до Великой отечественной войны (1917 – 1941 гг.). — М.,: редакционно-издательский отдел Военной академии бронетанковых войск им. Маршала Советского Союза Малиновского Р.Я, 1975. — Т. 1. — 274 с. (в соавторстве)
- Крупченко И.Е и др. Строительство и боевое применение советских танковых войск в годы Великой Отечественной войны / под ред. О. А. Лосика. — М.,: Воениздат, 1979. — 414 с. (в соавторстве)
- Крупченко И.Е, Альтговзен М.Л,Дорофеев М.П и др. Военная история.Учебник. — М.,: Воениздат, 1984. — 375 с. (в соавторстве)
- Коллектив авторов. Финал. Историко-мемуарный очерк о разгроме империалистической Японии в 1945 году. — М.: Наука, 1969. — 415 с. — 50 000 экз.[6]

Статьи
- Крупченко И.Е. Танковые армии в Берлинской операции // Военно-исторический журнал. — 1960. — Июль (№ 7). — ISSN 0321-0626.
- Крупченко И.Е. О преподавании истории военного искусства в высших военных учебных заведениях // Военно-исторический журнал. — 1963. — Сентябрь (№ 9). — ISSN 0321-0626.
- Крупченко И.Е. Танки в первой мировой войне 1914-1918 гг. // Военно-исторический журнал. — 1964. — Сентябрь (№ 9). — ISSN 0321-0626.
- Крупченко И.Е. Воспоминания начальника штаба фронта // Военно-исторический журнал. — 1964. — Март (№ 3). — ISSN 0321-0626.
- Крупченко И.Е. Комкор М. Я. Германович // Военно-исторический журнал. — 1965. — Октябрь (№ 10). — ISSN 0321-0626.
- Крупченко И.Е. Маршал бронетанковых войск Я. Н. Федоренко // Военно-исторический журнал. — 1966. — Октябрь (№ 10). — ISSN 0321-0626.
- Крупченко И.Е. Развитие танковых войск в период между первой и второй мировыми войнами // Военно-исторический журнал. — 1968. — Май (№ 5). — ISSN 0321-0626.
- Крупченко И.Е. Новый труд о танковых войсках // Военно-исторический журнал. — 1973. — Февраль (№ 2). — ISSN 0321-0626.
- Крупченко И.Е. Способы развития успеха в оперативной глубине силами танковых армий, танковых и механизированных корпусов // Военно-исторический журнал. — 1981. — Июль (№ 7). — ISSN 0321-0626.
- Крупченко И.Е. Особенности применения бронетанковых и механизированных войск в Курской битве // Военно-исторический журнал. — 1983. — Июль (№ 7). — ISSN 0321-0626.
- Крупченко И.Е. Техническое обеспечение танковых и механизированных корпусов, действовавших в качестве подвижных групп // Военно-исторический журнал. — 1982. — Июнь (№ 6). — ISSN 0321-0626.
- Крупченко И.Е. Организация и совершение маршей танковыми и механизированными соединениями в годы Великой Отечественной войны // Военно-исторический журнал. — 1984. — Август (№ 8). — ISSN 0321-0626.
- Крупченко И.Е. Танки в бою и операции // Военно-исторический журнал. — 1986. — Сентябрь (№ 9). — ISSN 0321-0626.
- Крупченко И.Е. Война и революция // Военно-исторический журнал. — 1987. — Октябрь (№ 10). — ISSN 0321-0626.
- Крупченко И.Е. Подготовка и ведение операций на окружение и ликвидацию крупных группировок противника // Военно-исторический журнал. — 1988. — Февраль (№ 2). — ISSN 0321-0626.
- Крупченко И.Е, Лосик О.А. Великая освободительная миссия Советских Вооруженых сил в годы второй мировой войны // Военная мысль. — 1972. — Июнь (№ 6). — С. 94. — ISSN 0236-2058.
- Крупченко И.Е. Советское военное искусство в завершающих операциях Великой Отечественной войны // Военная мысль. — 1975. — Апрель (№ 4). — С. 34. — ISSN 0236-2058.
- Крупченко И.Е. Об изучении и использовании опыта войн в современых условиях // Военная мысль. — 1987. — Октябрь (№ 10). — С. 72. — ISSN 0236-2058.
- Крупченко И.Е. Некоторый вопросы советского военного искусства в битве за Днепр // Военная мысль. — 1988. — Декабрь (№ 12). — С. 14. — ISSN 0236-2058.
- Крупченко И.Е. Об эффективности контрударов танковых армий // Военная мысль. — 1989. — Ноябрь (№ 11). — С. 32. — ISSN 0236-2058.

## Награды и звания
- Орден Отечественной войны I степени (6 апреля 1985 г.)
- Орден Отечественной войны II степени (29 мая 1945 г.)
- два Ордена Красной Звезды (11 октября 1945 г., 1953 год)
- Орден Трудового Красного Знамени (1972 год)
- Орден "За службу Родине в Вооруженных Силах СССР" III степени (1975 год)
- Орден "Знак Почета" (1986 год)
- Медаль «За победу над Германией в Великой Отечественной войне 1941—1945 гг.» (1945 год)
- Медаль «За освобождение Праги» (1945 год)
- Медаль "За победу над Японией" (1945 год)
- Медаль "За боевые заслуги" (1949 год)
- Юбилейная медаль "30 лет Советской Армии и Флота" (1953 год)
- Юбилейная медаль «40 лет Вооружённых Сил СССР» (1957 год)
- Медаль «За безупречную службу» I степени (1959 год)
- Юбилейная медаль «Двадцать лет Победы в Великой Отечественной войне 1941—1945 гг.» (1965 год)
- Юбилейная медаль "50 лет Вооруженных Сил СССР" (1967 год)
- Юбилейная медаль «За воинскую доблесть. В ознаменование 100-летия со дня рождения Владимира Ильича Ленина» (1969 год)
- Нагрудный знак «25 лет победы в Великой Отечественной войне» (1970 год)
- Юбилейная медаль «Тридцать лет Победы в Великой Отечественной войне 1941—1945 гг.» (1973 год)
- Юбилейная медаль "60 лет Вооруженных Сил СССР" (1978 год)
- Юбилейная медаль "70 лет Вооруженных Сил СССР" (1988 год)

- Почётное звание «Заслуженный деятель науки и техники РСФСР» (1975 год)